# In the Passing Light of Day
Albums de Pain of Salvation
Falling Home
(2014) Panther
(2020)
In the Passing Light of Day est le dixième album studio du groupe suédois de metal progressif Pain of Salvation sorti le 13 janvier 2017 sur le label Inside Out Music. L'album studio aborde des thèmes communs aux anciens albums, la mortalité, la mort et les joies/peines de l'existence. L'album est dédié à « mon amour, ma meilleure amie » en référence à Johanna Iggsten, la femme de Daniel Gildenlöw.

## Création
L'album a été conçu en 2014 lorsque le leader du groupe Daniel Gildenlöw qui avait contracté une infection bactérienne potentiellement mortelle. Hospitalisé à Uppsala, en Suède, il ne put assisté au Transatlantic's KaLIVEoscope tour. Durant son traitement, Gildenlöw écrivit les chansons qui deviendront les premises de l'album,comprenant une chanson titre de 15 minutes.
La chanson fait référence à la femme de Daniel Johanna et la vie qu'ils ont passé ensemble. Il y fait référence dans "A Trace of Blood" de Remedy Lane, parlant des malheurs de Johanna. En fait, Gildenlöw a surnommé cet album "Remedy Lane II" en raison de l'utilisation répétée de thèmes qui se retrouvent dans les chansons de l'original.

## Liste des chansons
| No  | Titre                    | Durée |
| --- | ------------------------ | ----- |
| 1.  | On a Tuesday             | 10:22 |
| 2.  | Tongue of God            | 4:53  |
| 3.  | Meaningless              | 4:47  |
| 4.  | Silent Gold              | 3:23  |
| 5.  | Full Throttle Tribe      | 9:05  |
| 6.  | Reasons                  | 4:45  |
| 7.  | Angels of Broken Things  | 6:24  |
| 8.  | The Taming of a Beast    | 6:33  |
| 9.  | If This Is the End       | 6:03  |
| 10. | The Passing Light of Day | 15:31 |

## Participants
- Daniel Gildenlöw - chant, guitare
- Ragnar Zolberg - guitare, chanson
- Gustaf Hielm - basse, chant
- Dabiel "D2" Karlsson - clavier, chant
- Léo Margarit - tambour, chant

### Invités
- Peter Kvint - basse, mellotron et chœur sur "Silent Gold"
- Camilla Arvidsson - violon
- David Ra-Champarin - violon
- Anette Kumlin - hautbois
- Hàlfdàn Arnason - contrebasse

## Palmarès
| Palmarès (2017)                                | Position la plus haute atteinte | Notes |
| ---------------------------------------------- | ------------------------------- | ----- |
| Ö3 Austria Top 40 (Autriche)                   | 39/40                           | [ 2 ] |
| Ultratop Flandres (Belgique - région flamande) | 82                              | [ 3 ] |
| Ultratop Wallon (Belgique - région wallone)    | 79                              | [ 4 ] |
| Album Top 100 (Hollande)                       | 86/100                          | [ 5 ] |
| Suomen virallinen lista (Finlande)             | 32                              | [ 6 ] |
| Offizielle Top 100 (Allemagne)                 | 28/100                          | [ 7 ] |
| FIMI (Italie)                                  | 56                              | [ 8 ] |
| Schweizer Parade (Suisse)                      | 28                              | [ 9 ] |